# Secours catholique
Der Secours catholique (deutsch: katholische Hilfe) ist ein Hilfswerk der französischen römisch-katholischen Kirche mit Sitz in Paris. Es wurde 1946 gegründet und ist Mitglied von Caritas Internationalis und Caritas Europa. Die Organisation tritt auch unter dem Namen Secours catholique - Caritas France in Erscheinung. Im Jahre 2020 unterstützte der Verein 1.393.000 Menschen in Frankreich und 488 Projekte in 54 Ländern der Welt.
Seit dem 19. Juni 2014 ist Véronique Fayet die Präsidentin des Secours catholique.
Eigenen Angaben nach beschäftigt der Secours catholique fast 1.000 Angestellte und wird frankreichweit von rund 67.000 Freiwilligen unterstützt.